# 井上智德 (漫畫家)
井上智德（日语：／ Inoue Tomonori），日本漫畫家。男性。居住於東京都。

## 來歷
他以《海辛教授的回憶》獲得第58屆千葉徹彌獎大獎。代表作是在《月刊Young Magazine》上連載的《核爆末世錄》。

## 作品列表
- 核爆末世錄[3]（《週刊Young Magazine》2008年28號—2012年23號 → 《月刊Young Magazine（日语：月刊ヤングマガジン）》2012年6月號—2016年3月號，全26冊）
- CANDY&CIGARETTES 糖果與香菸（日语：CANDY & CIGARETTES）（《Young Magazine Third（日语：ヤングマガジンサード）》2017年2號—2021年5月號 → 《月刊Young Magazine》2021年6月號—2021年8月號，全11冊）
- 真夏幸存（《Magazine Pocket》2022年6月10日—2023年3月10日，全5冊）
- 空賊哈克與蒸氣公主（《MAGCOMI（日语：MAGCOMI）》2024年4月20日[4]—連載中）

## 外部連結
- 核爆末世錄，存于 （日語）—《月刊Young Magazine（日语：月刊ヤングマガジン）》公式官網。
- 井上智德的X（前Twitter） （日語）